# Hara Takashi
En aquest nom japonès, el cognom és Hara.
Hara Takashi (原敬, Morioka, 15 de març de 1856-Tòquio, 4 de novembre de 1921), també anomenat Hara Kei, va ser un periodista i polític japonès que va ser primer ministre de 1918 a 1921, el primer de la cambra baixa en ocupar el càrrec i el que va establir el partit polític com a institució fonamental de la política al Japó.

## Biografia

### Primers anys
Nascut a Morioka, prefectura d'Iwate, fill d'un samurai de rang alt del clan Nanbu. Malgrat condicions adverses, el 1876 va aconseguir entrar a l'escola de Dret del Ministeri de Justícia i a la Universitat Imperial de Tòquio, on es va graduar. Quan va acabar els estudis el 1879 va treballar com a periodista al Yūbin Hōchi Shinbun i el Daitō-Nippo.
El 1882 va entrar al servei d'exteriors del Ministeri d'Afers Exteriors, on va fer carrera pública. Gràcies a la seva amistat amb Mutsu Munemitsu, que havia estat ministre durant el govern d'Itō Hirobumi, el qual també li va donar suport, va obtenir ràpidament càrrecs d'importància al ministeri i va acabar sent viceministre, esdevenint una de les principals figures del govern. A la mort de Mutsu el setembre de 1897 va deixar el ministeri i va tornar durant un temps a la seva feina de periodista, en aquest cas com a editor de l'Osaka Mainichi Shinbun, del qual va ser president l'any següent.

### Activitat política
El 1900 es va unir al Rikken Seiyūkai (Partit d'Amics del Govern Constitucional), reclutat pels primers presidents del partit, Itō Hirobumi i Inoue Kaoru. El desembre del mateix any va esdevenir-ne secretari general i un dels principals líders; va ser-ne president a partir de 1914. Hara va convertir el Seiyūkai en un partit d'estil estatunidenc, que comptava amb el suport popular a partir del patrocini que dispensava i el desenvolupament regional que promovia, tenint com a aliats els agricultors i empresaris representants del panorama civil.
Dos anys més tard va ser elegit per primera vegada membre de la Cambra de Representants, i va ser elegit fins a vuit vegades consecutives. Va ser una persona influent en el partit, va donar suport al seu president, Saionji Kinmochi, i va convertir-se en una peça clau de l'anomenada «era Kei-En». Durant aquests anys va exercir com a ministre de l'interior (1906-1908, 1911-1912 i 1913-1914). El 1916 va mantenir-se neutral davant de la formació del govern de Terauchi Masatake, un membre de l'oligarquia Meiji, i va ser nomenat membre del Consell d'Emergència d'Investigació d'Afers Exteriors. Hara, davant la possible la reacció dels Estats Units, va mostrar-se reticent a enviar tropes a l'expedició de Sibèria arran de l'esclat de la Revolució Russa el novembre de 1917.

#### Primer ministre
El 1918 va esdevenir primer ministre, el primer membre de la cambra baixa en ocupar aquest càrrec i el primer primer ministre que no pertanyia a la noblesa, raó per la qual va rebre el sobrenom de «primer ministre plebeu». Va ser la primera vegada que es va organitzar un govern completament format per persones pertanyents a partits polítics. El seu paper va ser central en el canvi de rumb de la política exterior japonesa de després de la Primera Guerra Mundial, orientada a la cooperació internacional, a la retirada de les tropes estacionades a Sibèria, tot intentat reduir el poder dels militars. Internament va implementar un pla de reformes, a través del qual va ampliar l'educació superior i va millorar les infraestructures de transport, com el ferrocarril o els ports. Hara va ampliar també el sufragi censatari, permetent que s'incorporessin a la base electoral els petits propietaris de terres, els quals eren una de les principals forces del Seiyūkai, però es va negar a usar la majoria absoluta de la qual disposava per instituir el sufragi universal masculí.

### Assassinat
El 4 de novembre de 1921, Hara es proposava agafar un tren a l'estació de Tòquio per anar a Kyoto i assistir la conferència del Seiyūkai a la regió de Kinki, però va ser apunyalat per un treballador del ferrocarril, Nakaoka Kon'ichi. L'assassinat d'un primer ministre en el càrrec va commocionar el món polític japonès, ja que era la primera vegada que es produïa una incident d'aquesta mena. Els motius van ser acusacions d'escàndols i de corrupció contra Hara, Nakakoka va afirmar que havia afavorit més els interessos de partit que els del país.
La successió de Hara va ser complicada, però finalment la presidència del partit i el càrrec de primer ministre va anar a mans del Takahashi Korekiyo, amb el suport del genrō Saionji Kinmochi. Takahashi va afirmar que continuaria amb la política iniciada per Hara, tot i que el seu govern va tenir una vida curta, alhora que també s'esfondrava el Seiyūkai com a partit.